# 20316 Джерахалперн
20316 Джерахалперн (20316 Jerahalpern) — астероїд головного поясу, відкритий 28 березня 1998 року.
Тіссеранів параметр щодо Юпітера — 3,491.